# Berliet
Berliet fue una empresa francesa fundada en 1901 por Marius Berliet, absorbida por Renault Vehículos Industriales en 1978. Estuvo dedicada tanto a la producción de automóviles como de camiones y vehículos comerciales en general. En el año 1905 llega a Barcelona, el primer coche Berliet, el cual fue matriculado con el número B-01, en el año 1907.

## Historia

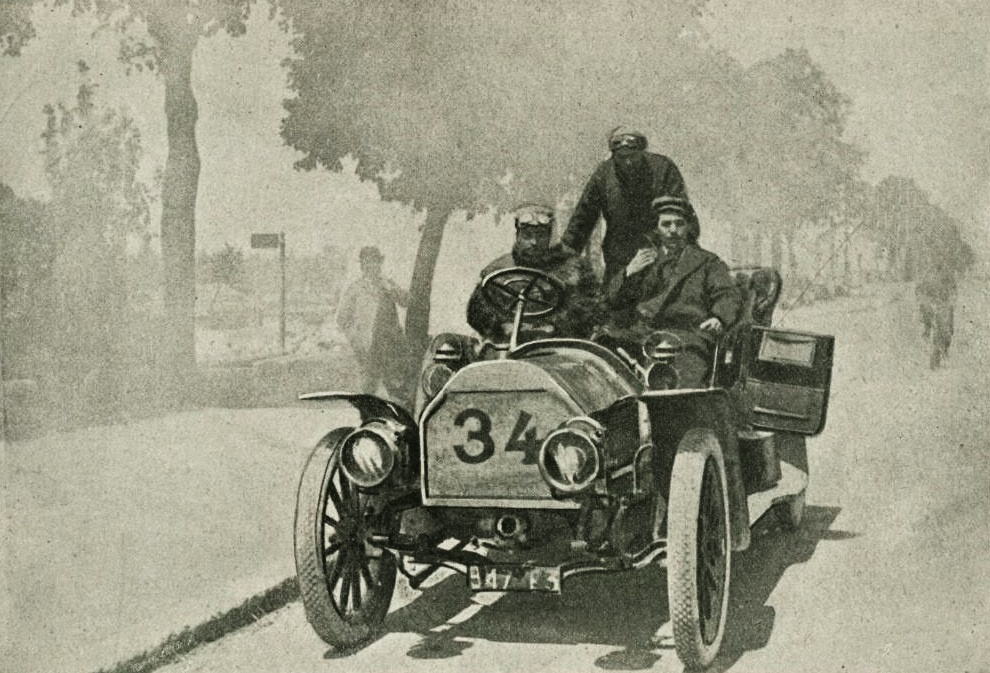
Berliet 24 HP de 1905, victorioso en varias pruebas francesas

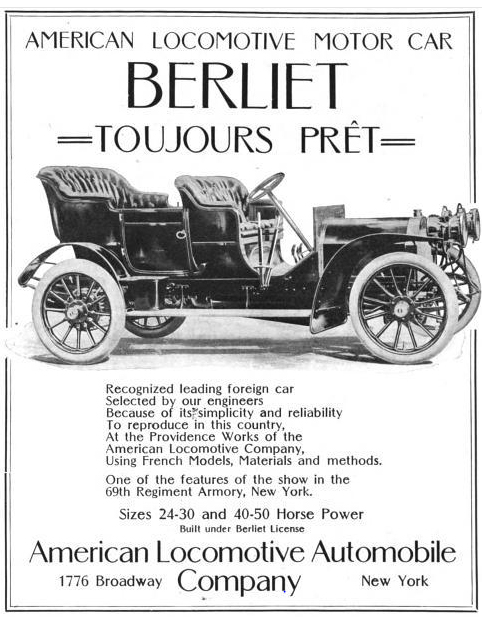
Anuncio de Berliet (1906)

Berliet 20HP tonneau de 1903

Berliet 40HP descubierto de 1904

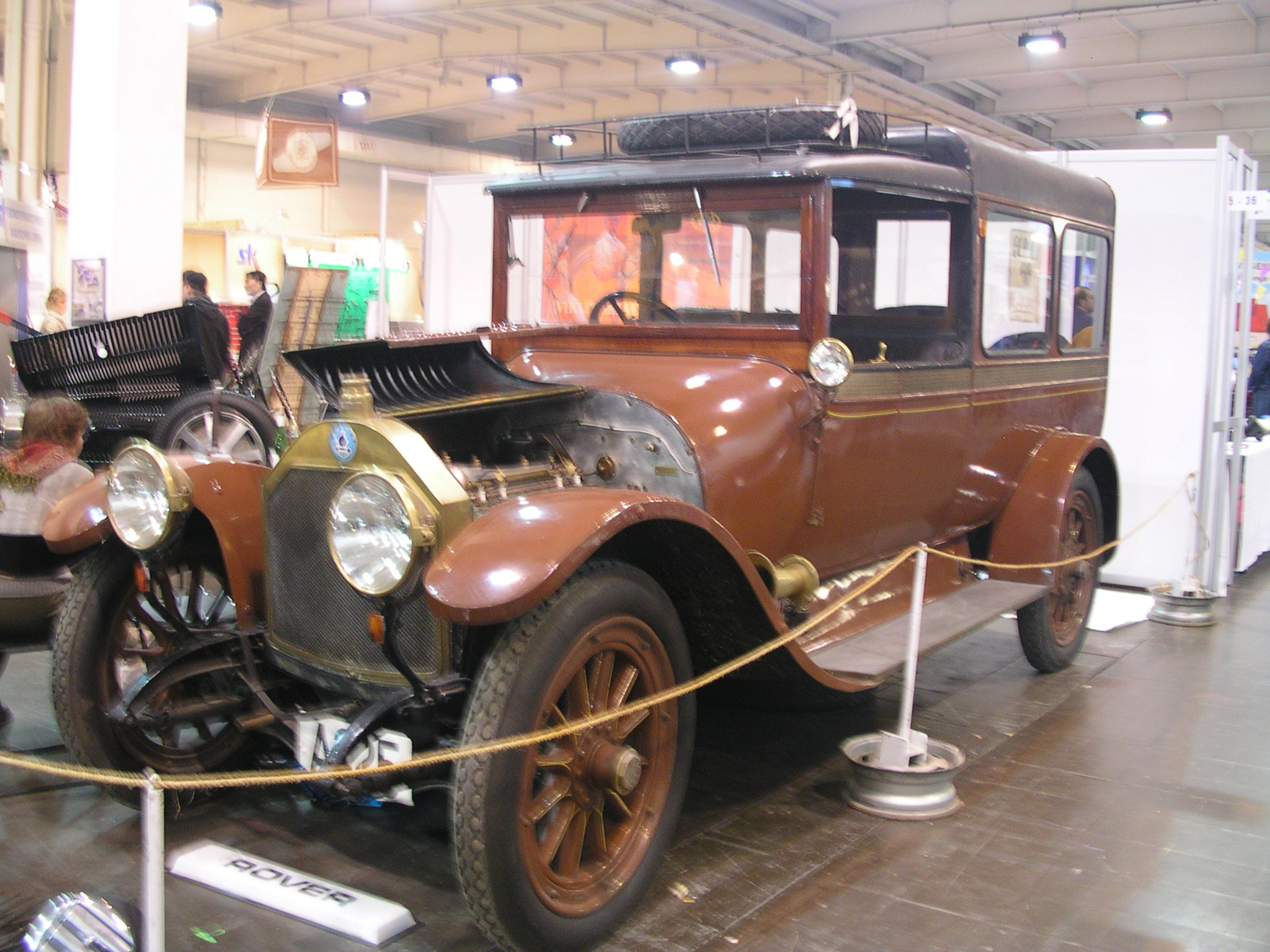
Un Berliet limusina de 1914

Aunque con el paso del tiempo se haya ido olvidando, Berliet contribuyó notablemente al desarrollo de la motorización de Francia, tanto en el ámbito de la automoción como especialmente en el campo de los vehículos comerciales.
La historia de la compañía comenzó en 1895, cuando el joven Marius Berliet, con un gran talento para la mecánica, construyó su primer automóvil, un pequeño vis a vis. En 1899 compró un pequeño cobertizo de 90 m² en Lyon para construir sus coches, y ya al año siguiente alquiló otro mucho más grande, de aproximadamente 450 m².
En 1901 vendió el segundo automóvil, llamado 22 CV. El éxito comercial de estos coches no tardó en llegar, y obligó a Marius Berliet a buscar una fábrica aún más grande: la encontró en la ya utilizada por la pequeña empresa Audibert et Lavirotte, un almacén de 5000 m². El éxito de sus vehículos siguió creciendo en 1905 y 1906, y la empresa lanzó otros cuatro modelos, incluyendo el 40 CV y el 60 CV.
También en 1905, Berliet vendió a la firma estadounidense ALCO (American Locomotive Corporation) la licencia para la producción en el extranjero de los modelos 22, 40 y 60 CV.

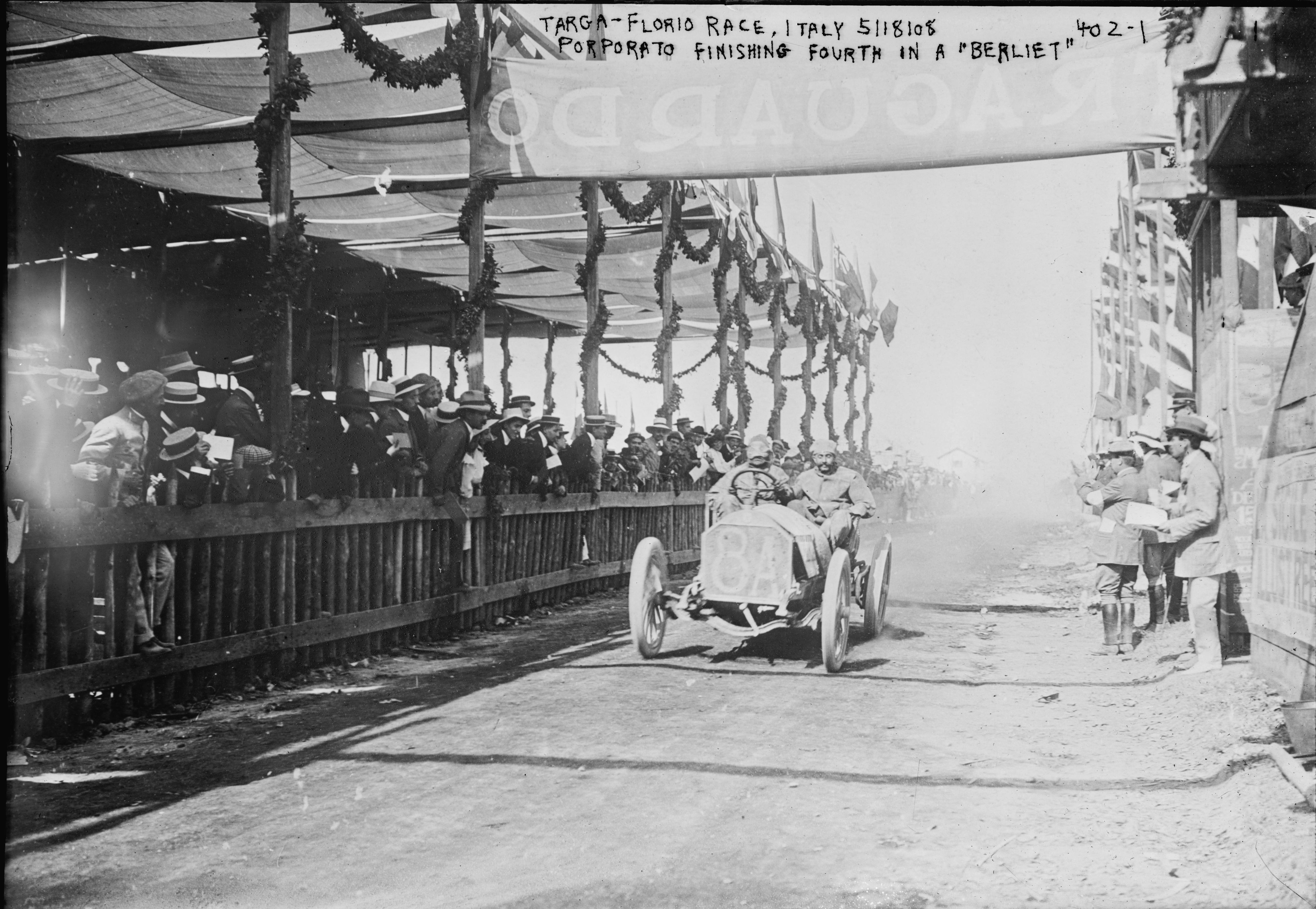
Un Berliet en la Targa Florio de 1908: finalizó en el cuarto puesto

Mientras tanto, también comenzó su carrera deportiva: en 1906, Berliet quedó en segundo lugar en el Tourist Trophy, mientras que en 1912 un equipo de pilotos alemanes, al volante de unos Berliet, ganó el rally de Mónaco de su categoría.
En ese mismo año de 1912, la gran fama que en poco tiempo logró conquistar la firma de Lyon se tradujo en el 50 % de su producción exportada.
Esto obligó al propietario, Marius Berliet, a trasladar de nuevo la fábrica, esta vez a Monplaisir, a una factoría de 48.000 m² de superficie donde se producían los automóviles.
En 1914, con el estallido de Primera Guerra Mundial, la producción de Berliet se adaptó a las necesidades bélicas: por lo tanto, se fabricaron camiones militares y también obuses de mortero, siempre en grandes cantidades. En estos años también comenzó su colaboración con Renault, cuya marca se usó para la producción de tanques, ensamblados por Berliet.
Tras el final del conflicto se retornó a la producción automotriz, con una gama bastante diversificada de automóviles que abarcaba desde el pequeño-medio 7CV de 1924 al lujoso 22CV.

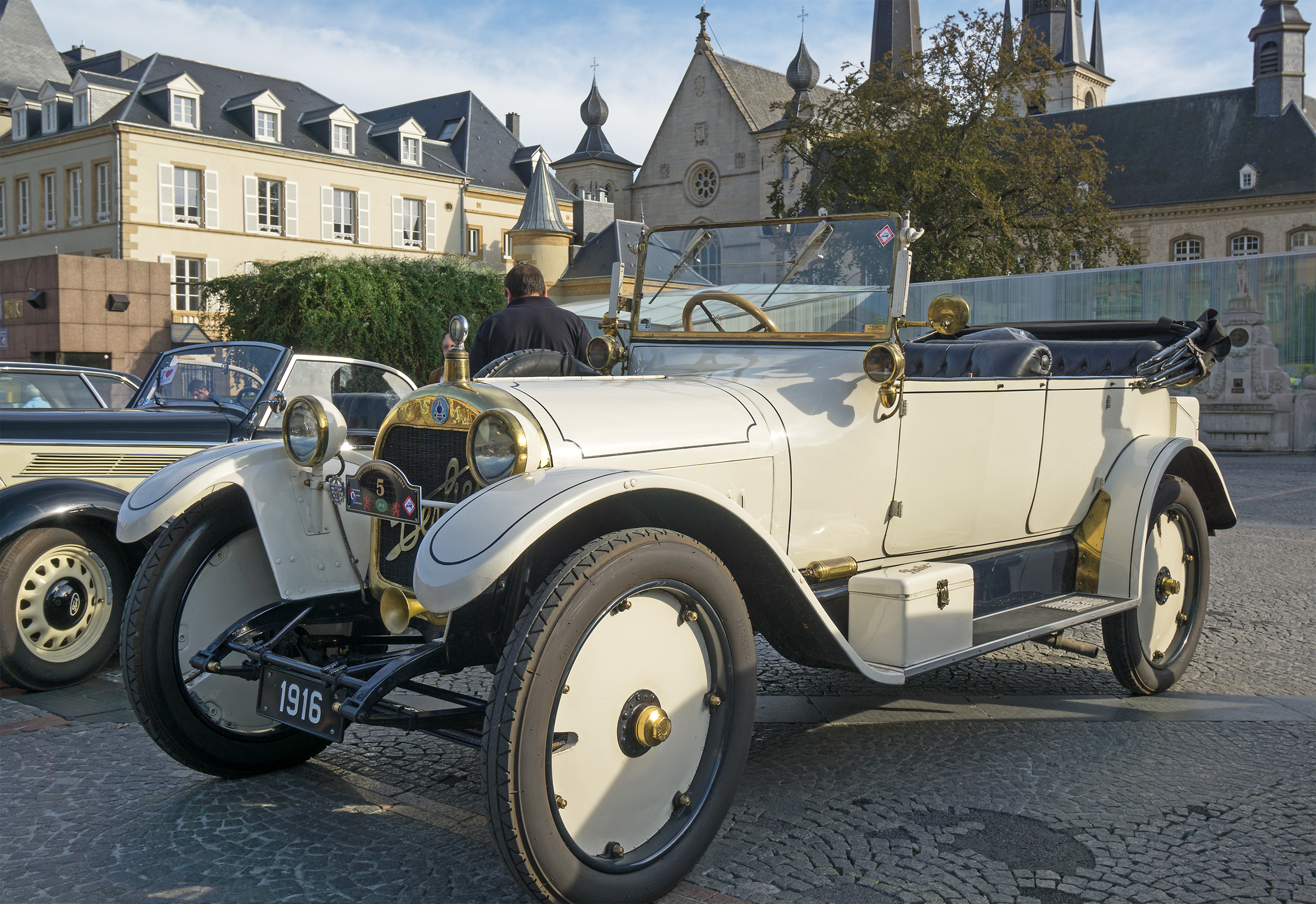
Berliet de 1919

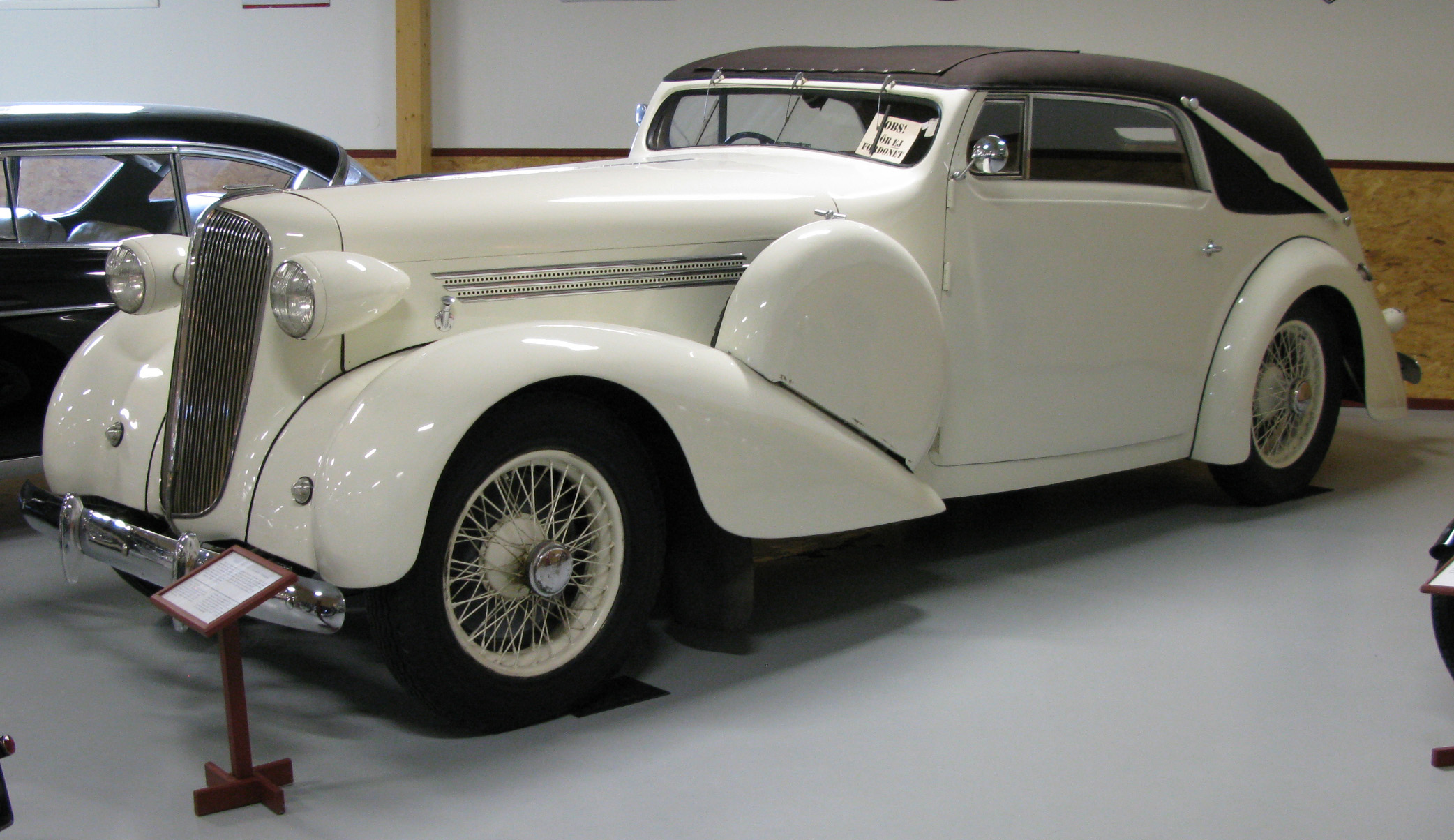
Berliet Tipo A1 (1923-1938)

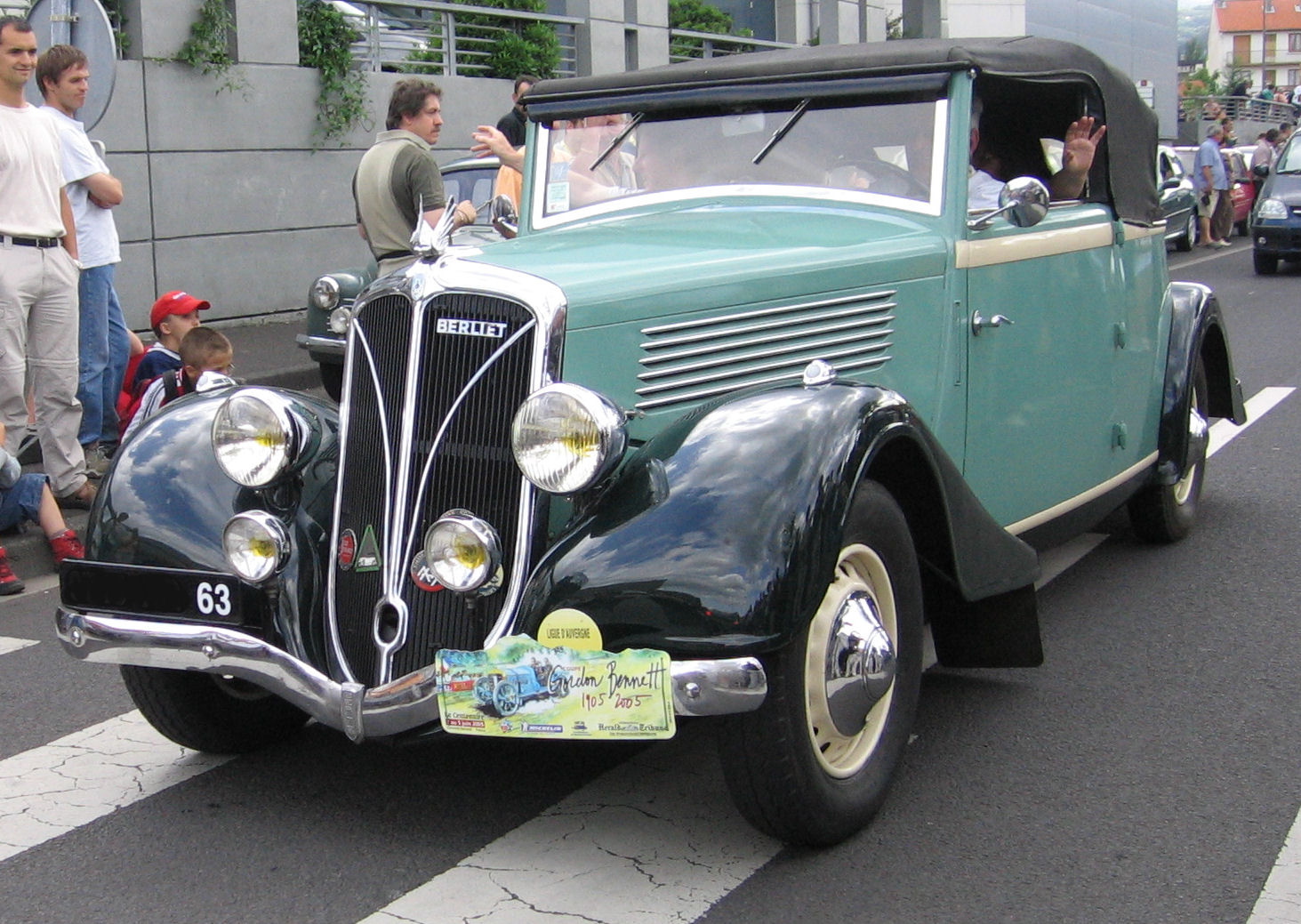
Un VIRP

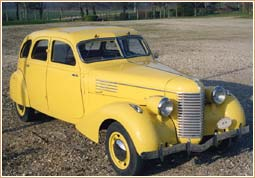
Berliet Dauphine

Después de algunos modelos con motores de seis cilindros, a partir de 1933 la producción se limitó nuevamente a los coches con motores de cuatro cilindros. La producción de camiones también se mantuvo activa.
El último automóvil Berliet se lanzó en 1938 con el nombre de Dauphine (no debe confundirse con el Renault Dauphine lanzado casi veinte años después).
El estallido de la Segunda Guerra Mundial causó la interrupción definitiva de la producción de automóviles Berliet. Tras el final de la guerra, la compañía francesa comenzó a dedicarse exclusivamente a la producción de autobuses, camiones, camiones de bomberos y vehículos comerciales en general.
En 1967, Berliet fue adquirida por Michelin, que ya había asumido el control de Citroën justo antes de la Segunda Guerra Mundial. En 1973, debido al difícil momento económico, agravado por el escaso éxito de algunos de los proyectos de Citroën (piénsese en el Citroën SM), Michelin decidió dedicarse exclusivamente a la producción de neumáticos y en 1974 vendió la Citroën a Peugeot y Berliet a Renault, firma bajo la que continuó produciendo camiones y vehículos comerciales.
En 1978, sin embargo, Renault absorbió la marca Berliet, cambiando su nombre a "Renault Vehicules Industrielles". La producción de Berliet se limitó a algunos modelos, como el GLR por un corto tiempo. En 1981 se suprimió la marca definitivamente.

## Principales modelos de coches

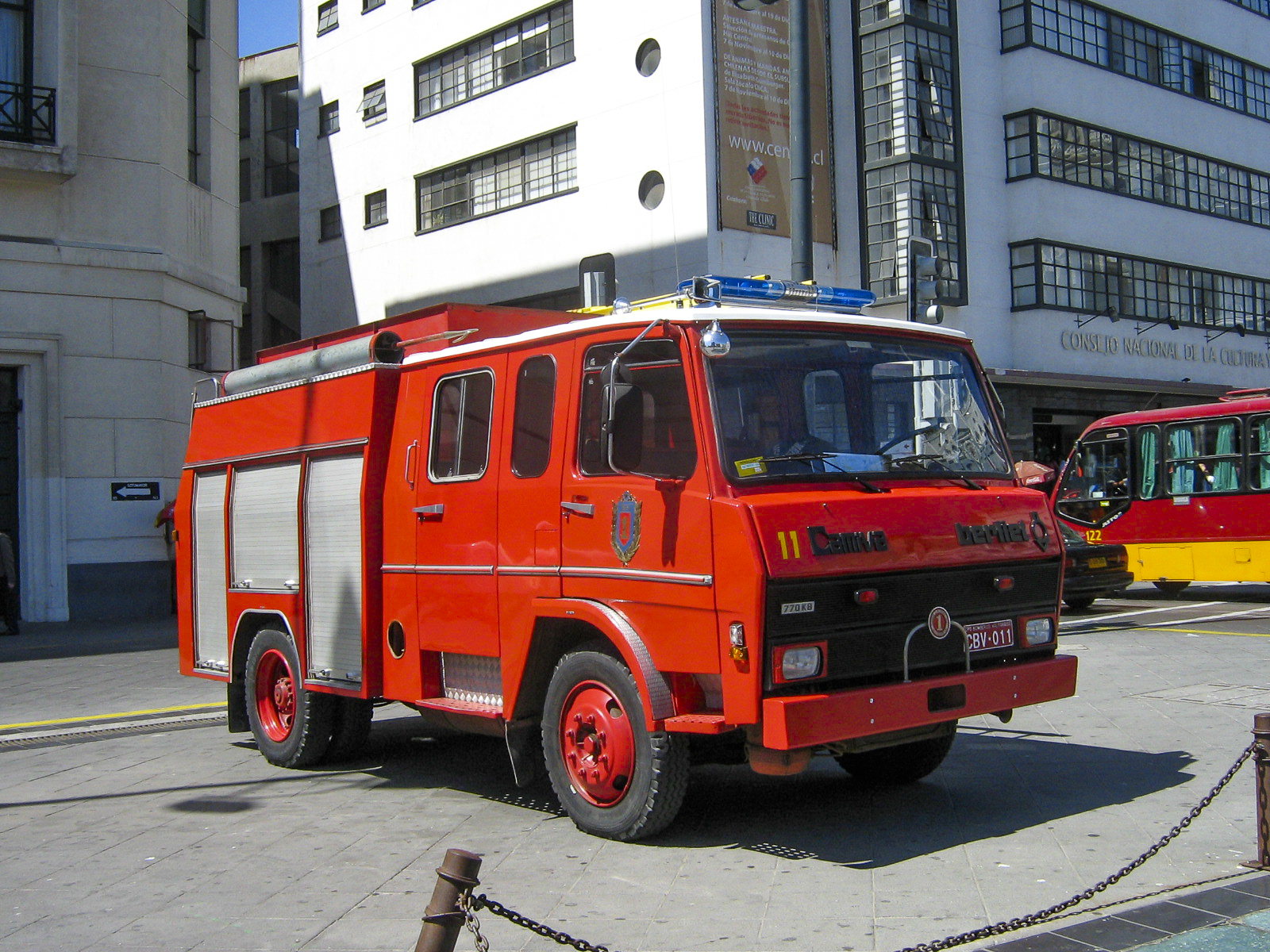
Berliet KV770, Antigua Unidad 11 Primera Compañía de Bomberos de Valparaíso "Bomba Americana"

- Berliet KV770, Antigua Unidad 11  Primera Compañía de Bomberos de Valparaíso "Bomba Americana"Vis-a-vis: fue el primer Berliet que se produjo, incluso anterior a la existencia de la empresa: se remonta a 1895, y era un automóvil pequeño con carrocería abierta, propulsado por un motor bicilíndrico de 1,2 litros.
- 22CV: el segundo modelo de Berliet estaba fechado en 1901 y ya tenía un motor de cuatro cilindros de 4.5 litros.
- Tipo C: producido en 1910, era un elegante Torpedo con un motor de 2412 cc 4Q14 de 21 CV.
- Tipo A: era un automóvil de gama media equipado con un motor de 4 cilindros de 1538 cc, producido en 1911.
- Tipo AI9 y Tipo AI10: dos modelos de lujo producidos entre 1910 y 1911, equipados con un motor de 4.5 litros y 4 cilindros.
- 60CV: era una limusina muy lujosa equipada con un enorme motor de 6 cilindros y 9495 cc de cilindrada, capaz de rendir 84 CV a 1400 rpm. Las primeras unidades datan de 1905, y las últimas de 1914.
- VB y VL: eran dos modelos de gama alta, ambos equipados con un motor de 4 cilindros y 3306 cc capaz de entregar 31 CV de potencia máxima. Fueron producidos entre 1920 y 1921 y no tuvieron mucho éxito debido a algunos problemas de fiabilidad mecánica.
- VIHF: producido entre 1928 y 1929, el VIHF fue un elegante sedán que tenía un motor de cuatro cilindros de 1990 cc, con una potencia máxima de 35 CV a 3000 rpm.
- Sans-Secousses: fue un gran convertible utilizado en 1930 para una durísima competición que tuvo lugar en el desierto del Sahara, en Argelia. El coche terminó el recorrido a un promedio de 50 km/h.
- Dauphine: el último automóvil de la marca Berliet era un sedán de gama alta, con la carrocería procedente bajo licencia del Peugeot 402, pero con un frontal cuyo estilo retomaba el de otro Berliet de ese período. Oficialmente llamado VIRP 11, estaba equipado con un motor de 4 cilindros y 4 litros. Fue producido en 1938. La segunda serie, llamada VIRP 2 se lanzó en 1939.

## Principales modelos de camiones

Camión Berliet GLR de 1958

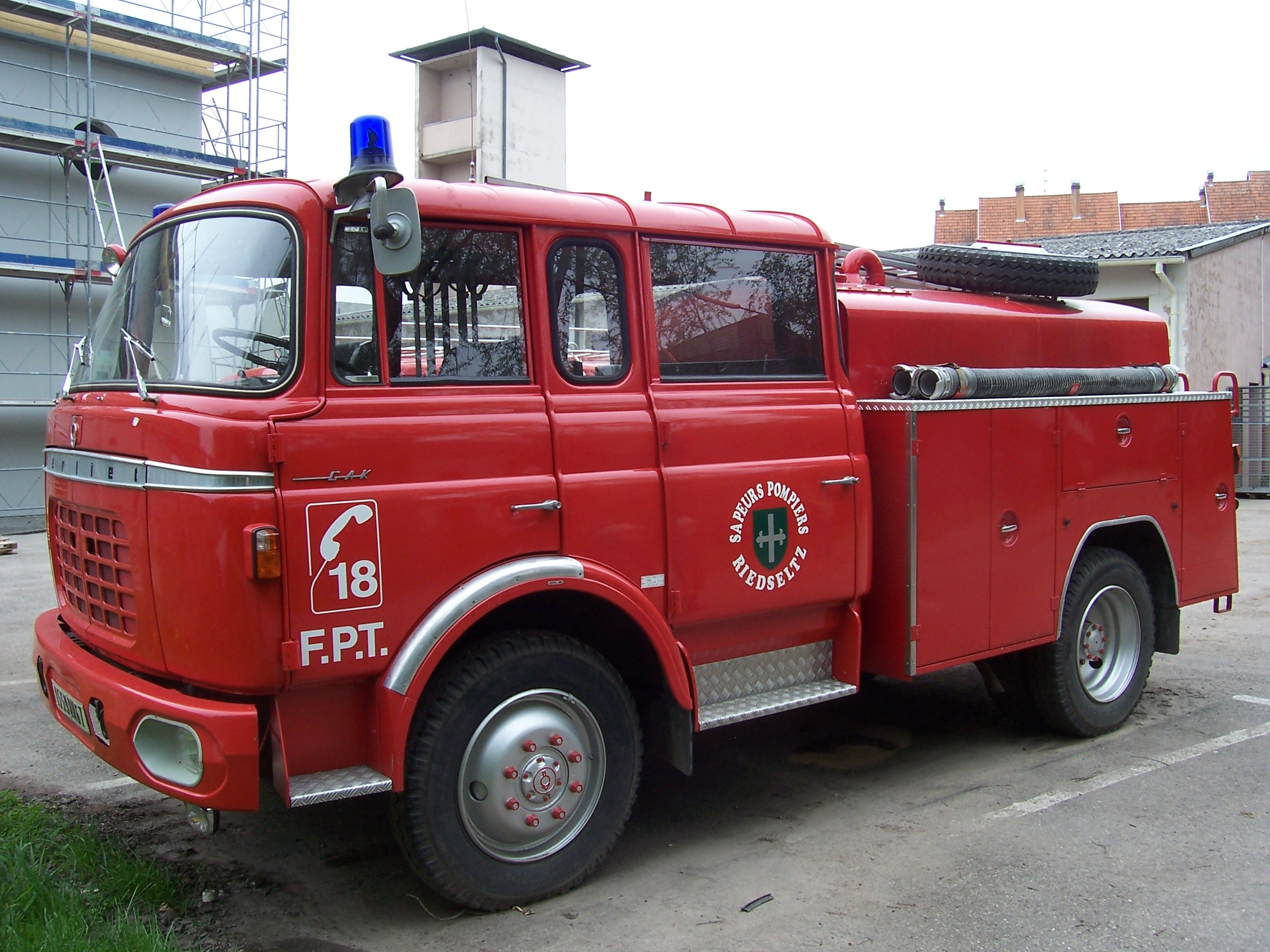
Coche de bomberos Berliet GAK

- Tipo M: era un camión producido entre 1909 y 1913, con el motor de 4 cilindros y 4.5 litros del 22CV. Podía transportar hasta 3500 kg de carga útil y viajar a 25 km/h de velocidad máxima.
- CBA: heredero del Tipo M, montaba un gran motor 4 cilindros y 5.3 litros. También podía llevar hasta 3500 kg de carga, siendo producido hasta 1916.
- GLR: considerado el camión del siglo, por sus enormes cualidades de fiabilidad mecánica. Se fabricó durante 31 años, desde 1950 hasta 1981. Podía transportar hasta 19 toneladas de carga.
- GBC: era un gran camión de tres ejes, diseñado para trabajar en zonas desérticas y, por lo tanto, equipado con tracción en las cuatro ruedas 6x6. El motor era un gran 7.9 litros capaz de entregar 125 CV. Fue producido entre 1956 y 1977.
- GBU: utilizado durante casi un cuarto de siglo por el ejército francés.
- T100: fabricado entre 1957 y 1959, era uno de los camiones más grandes jamás producidos en el mundo. Las únicas cuatro unidades producidas fueron utilizadas exclusivamente en pozos petrolíferos en el desierto. Montaba un enorme motor de 600 CV y era capaz de transportar cargas de hasta 60 toneladas.
- Stradair: producido desde 1965 hasta 1970, fue el primer vehículo comercial de concepción moderna. De acuerdo con las especificaciones del proyecto inicial, tenía que ser fuerte y robusto, pero también debía garantizar un nivel de confort comparable al de un automóvil normal.

## El emblema de Berliet

Logo (1959)

El logotipo original de 1905 representa con bastante fidelidad una locomotora estadounidense vista desde el frente. Tiene su origen en la venta de la licencia de tres modelos de automóviles a la compañía estadounidense de origen ferroviario Alco (American Locomotive Company), que fue el punto de partida del auge industrial de Berliet. La clásica locomotora de vapor con su protector frontal para apartar bisontes fabricada por Alco se convirtió entonces en el emblema de la marca.
Con el paso del tiempo, el grafismo se esquematizó gradualmente, eliminando incluso el nombre de Berliet.